# František Petrovický
František Petrovický (9. března 1874 Lovčice – 28. září 1943 Praha) byl československý politik, meziválečný poslanec Národního shromáždění za Československou národní demokracii.

## Biografie
Narodil se v Lovčicích u Nového Bydžova. Vychodil bydžovské gymnázium. Matka ho chtěla vyslat na dráhu kněze. František se zapsal bohosloveckou fakultu v Praze. Studia ale ukončil po pěti semestrech a nastoupil jako úředník k Zemské finanční správě. Profesně ho ovlivnil jeho otec, který byl hostinským. František se věnoval po celý život organizační práci pro živnostenský stav a profesi hostinských. Od roku 1902 byl členem pražské Obchodní a živnostenské komory. Ve 20. letech se uvádí jako předseda Ústřední jednoty československého hostinství. Zastával funkci ředitele Obchodní a živnostenské komory v Praze.
Po vzniku republiky zasedal v letech 1919-1920 v Revolučním národním shromáždění. Nastoupil sem v červnu 1919 jako náhradník poté, co poslanec Antonín Kalina odešel na diplomatický post.
V parlamentních volbách v roce 1920 se stal poslancem Národního shromáždění a mandát obhájil v následujících volbách, tedy v parlamentních volbách v roce 1925 i parlamentních volbách v roce 1929. V parlamentu se zaměřoval na otázky rozvoje podnikání. Byl stálým členem výboru obchodně-živnostenského.
Podle údajů k roku 1929 byl profesí generálním tajemníkem, bytem v Praze. Byl generálním tajemníkem ústředí organizací českých hostinských, členem státní a zemské živnostenské rady a jednatelem klubu poslanců národní demokracie.
Zemřel 28. září 1943 v Praze.